# Castell Kornis
El castell de Kornis és un castell del segle XVI i situat al poble de Mănăstirea, al comtat de Cluj, Romania. Està catalogat com a monument històric pel Ministeri de Cultura del país.

## Història
L'edifici principal va ser construït per Kristóf Keresztúri entre 1573-1593 en estil renaixentista. Amb el pas del temps, el castell es va anar omplint d'edificis secundaris en un recinte de forma quadrilateral. Després que el domini passés a ser propietat de la família Kornis cap al 1673, Kornis Gaspar (1641-1683) va aixecar el segon pis de l'edifici principal al costat sud.
El 1680, el seu fill, Zsigmond Kornis, va renovar el castell. També va reparar el castell després de ser danyat durant la revolta de Curuti a principis del segle xviii i el 1720 va afegir dos nous baluards octogonals a la banda nord i va restaurar la torre a l'entrada del castell a la banda oest. La torre encara existeix avui. Durant aquest període, les habitacions del castell van ser redecorades amb sostres al fresc. Es van afegir els treballs de marcs de fusta de la planta superior i de l'escala, decorats amb motius populars i es van crear decoracions de pedra de tuf volcànic de Dej.
Durant la Segona Guerra Mundial una part del castell va ser destruïda i les seves col·leccions van ser cremades pels comunistes o robades després de la nacionalització. Abans de la destrucció del castell, la biblioteca contenia 9.000 volums, formats per col·leccions de llibres rars. Va ser destruït juntament amb l'extensa col·lecció d'història natural. Els pavellons s'utilitzen ara com a destinació de sitja, alberg i escola cultural.
Després del 1944, només una part de la maçoneria es va reconstruir el 1975-76 i la capella Kornis va ser presa per l'església ortodoxa romanesa. Però no hi va haver una restauració seriosa del castell i del domini, deixant el castell avui en ruïnes. El castell és conegut per les estàtues de dos unicorns que custodiaven l'entrada fins fa poc, quan van ser retirades després d'un intent de robatori fallit.

## Galeria

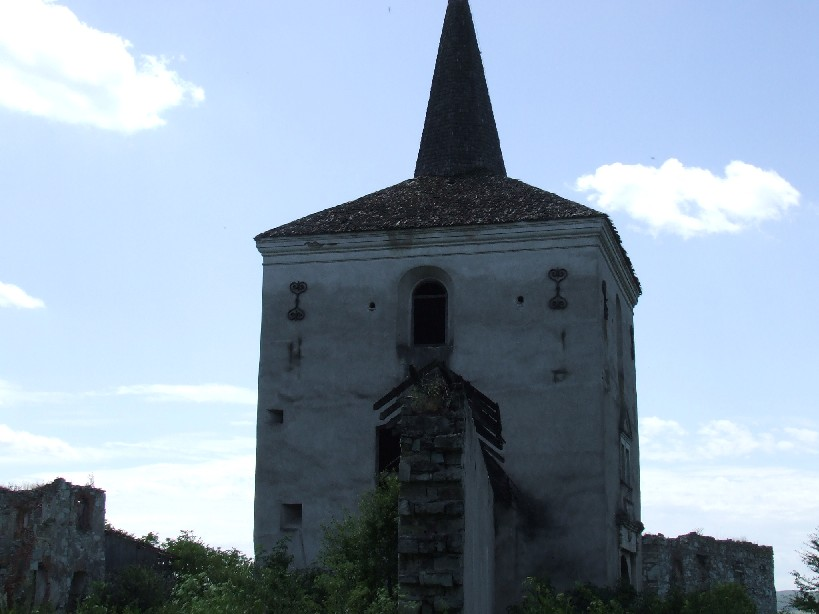
Entrada de la torre
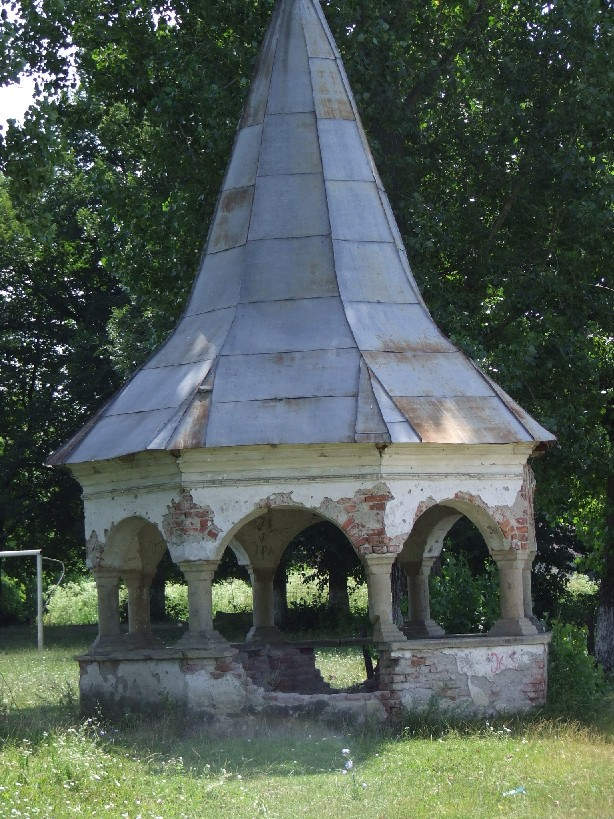
Font octogonal
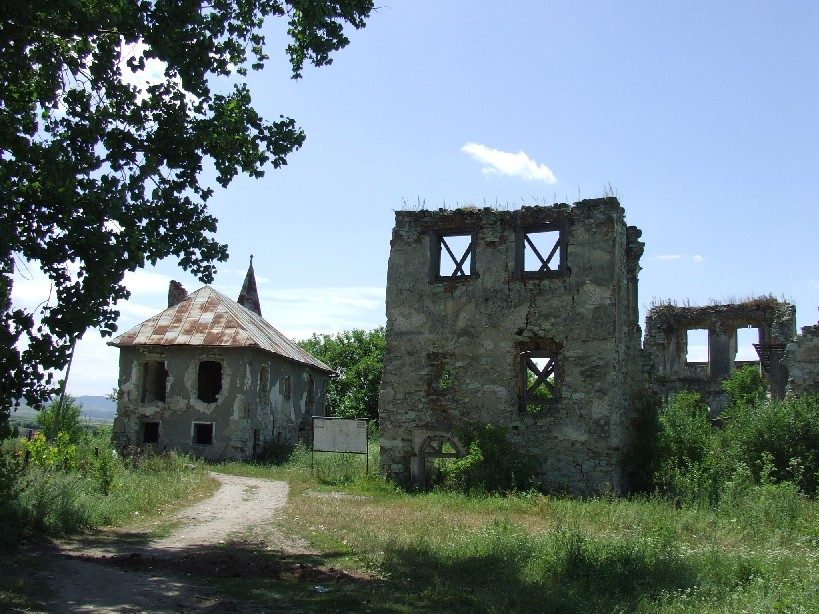
Ruïnes del castell
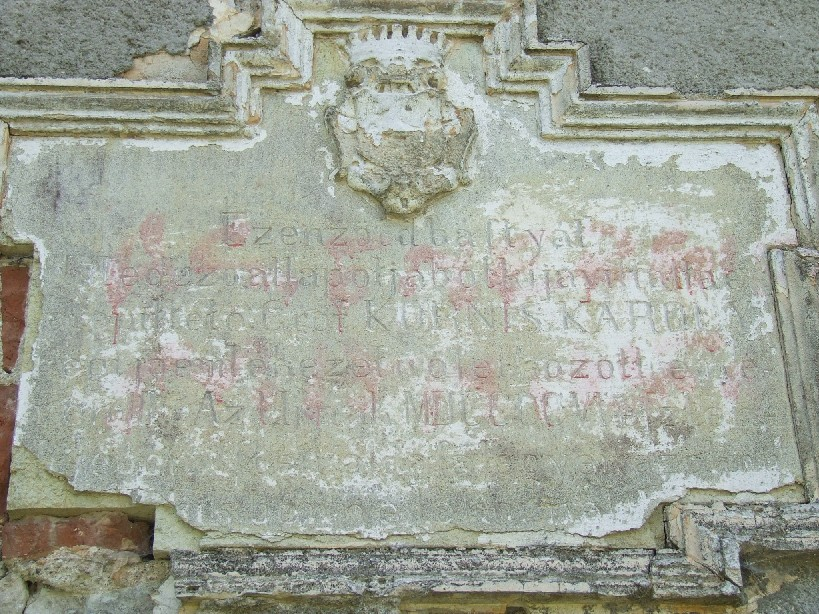
Escut d'un dels edificis
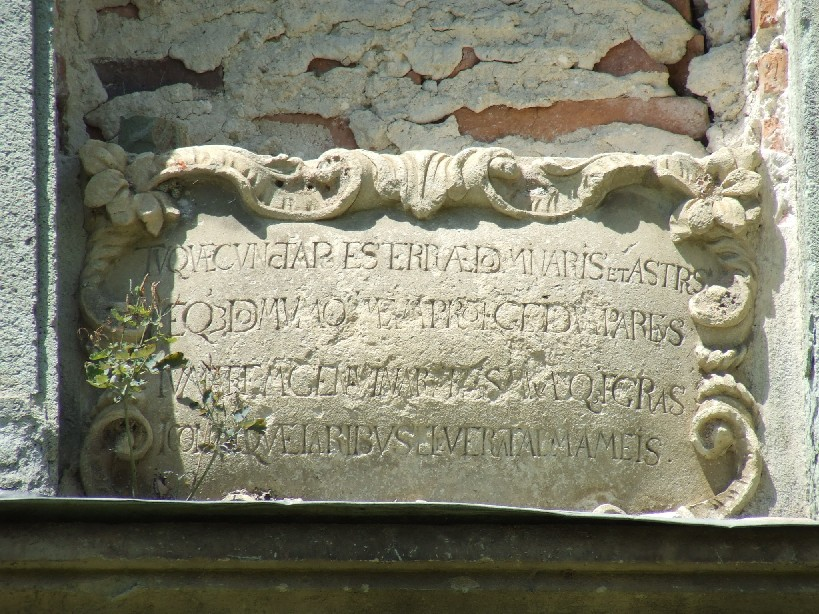
Escut d'armes
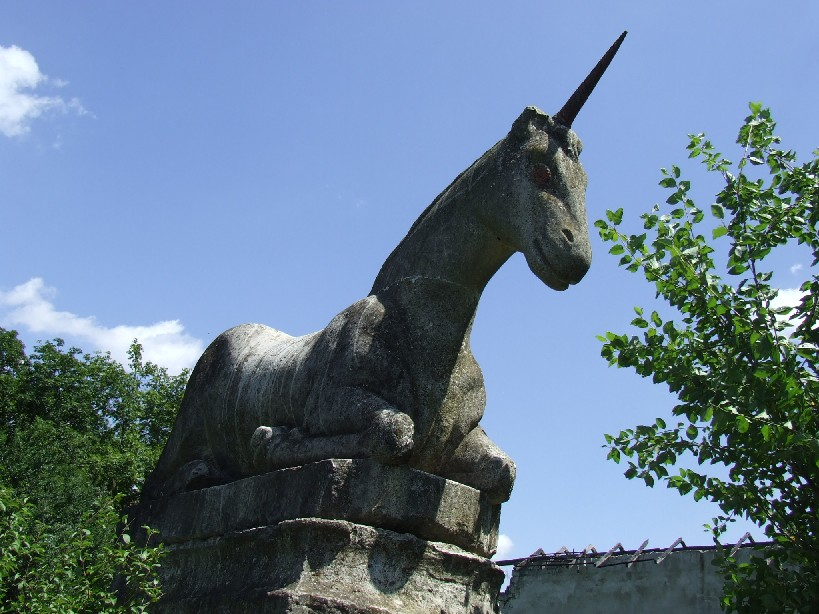
Inorog
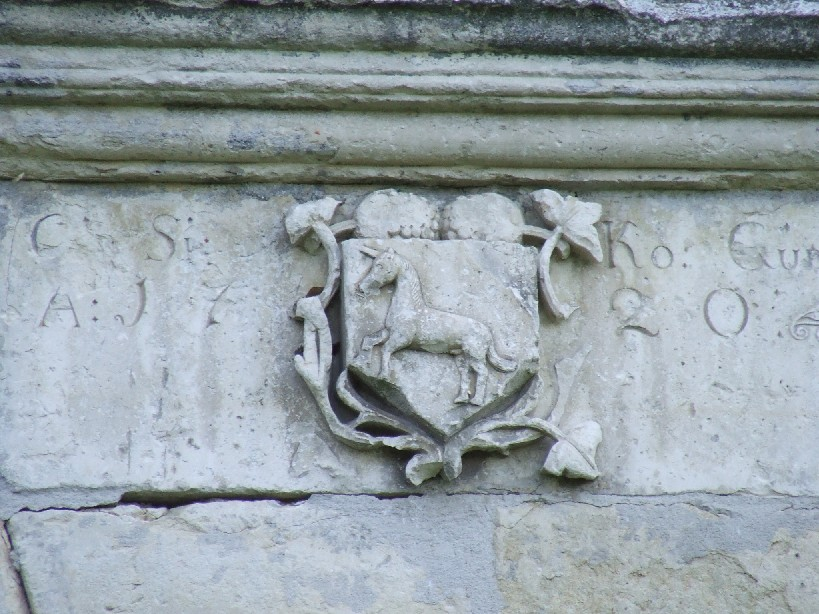
Escut de la família Kornis
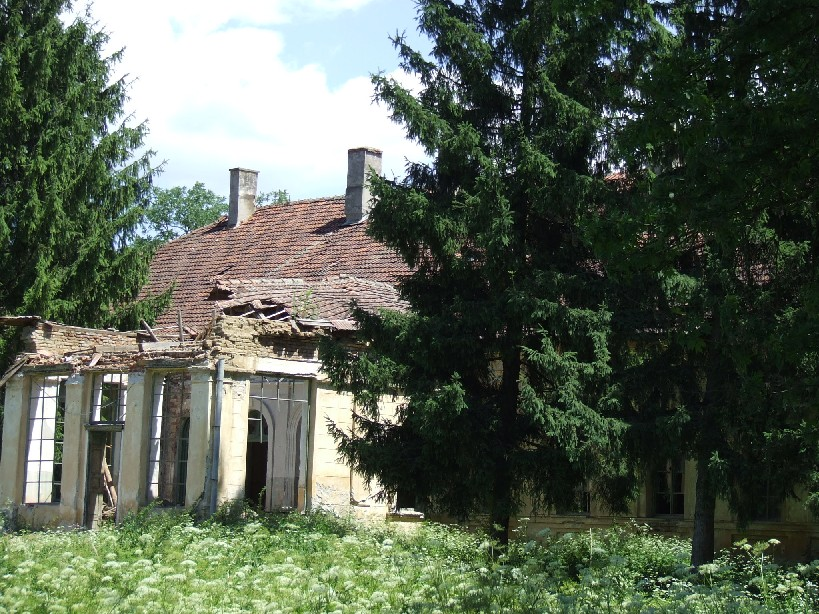
Edifici adjacent